# Time Further Out
Albums de The Dave Brubeck Quartet
Time Out
(1959) Countdown Time in Outer Space
(1962)
Time Further Out est un album enregistré en 1961, par le Dave Brubeck Quartet sous sa forme classique (Brubeck, Desmond, Wright, et Morello).

## Description
Time Further Out est dans la lignée de Time Out enregistré en 1959 par la même formation. 
Il poursuit l'exploration rythmique avec des mesures inhabituelles comme celle à 5/4 sur Far More Blue et Far More Drums ou à 7/4 sur le thème Unsquare Dance. Cette approche sera encore plus poussée dans l'album Time in Outer Space.
Parmi les morceaux, on compte notamment les succès It's a Raggy Waltz et Unsquare Dance. Unsquare Dance a d'ailleurs fait l'objet d'une reprise remarquée par Paddy Milner et a figuré dans un Google Doodle en hommage à Saul Bass.
L'album a été enregistré par l'ingénieur du son Fred Plaut et produit par Teo Macero.

## Liste des morceaux
Toute la musique est composée par Dave Brubeck.
| No | Titre                            | Durée |
| -- | -------------------------------- | ----- |
| 1. | It's a Raggy Waltz (3/4)         | 5:12  |
| 2. | Bluette (3/4)                    | 5:21  |
| 3. | Charles Matthew Hallelujah (4/4) | 2:52  |
| 4. | Far More Blue (5/4)              | 4:38  |
| 5. | Far More Drums                   | 4:00  |
| 6. | Maori Blues (6/4 - 4/4)          | 3:54  |
| 7. | Unsquare Dance (7/4)             | 2:00  |
| 8. | Bru's Boogie Woogie (4/4)        | 2:28  |
| 9. | Blue Shadows in the Street (9/8) | 6:35  |

La réédition de 1996 contient en plus :
| No  | Titre                                                    | Durée |
| --- | -------------------------------------------------------- | ----- |
| 10. | Slow and Easy (A.K.A. Lawless Mike)                      | 3:29  |
| 11. | It's a Raggy Waltz (enregistré en 1963 au Carnegie Hall) | 6:37  |

## Musiciens
- Dave Brubeck - piano
- Paul Desmond - saxophone
- Eugene Wright - contrebasse
- Joe Morello - batterie

## Illustration
La couverture est un tableau de Joan Miró.
Dave Brubeck s'est inspiré des chiffres que le peintre a fait figurer en haut de son tableau pour enchaîner le rythme de chacun des morceaux successifs.